# Hodeige
Hodeige (en wallon Hodedje) est une section de la commune belge de Remicourt située en Région wallonne dans la province de Liège.
C'était une commune à part entière avant la fusion des communes de 1977.

## Toponymie
Hodeige est attesté en 1195 sous la forme Holdege.

## Démographie
- Sources:INS, Rem:1831 jusqu'en 1970=recensements, 1976= nombre d'habitants au 31 décembre

## Histoire

### Actualités
Le 26 octobre 2022, une partie du village a son eau polluée,,,,.